# 11 eleven
«11 eleven» es un sencillo colaboración entre Cyber X y Misono, lanzado al mercado el día 28 de mayo del año 2003 bajo el sello avex trance.

## Detalles
Este es originalmente el primer sencillo de Misono como solista, en una colaboración de música trance junto con Cyber X cuando aún trabajaba activamente al interior de day after tomorrow. Las letras del tema fueron escritas por la misma Misono, y compuesta por su compañero de banda Masato Kitano. Al ser un sencillo especial del proyecto de Cyber X de producir temas junto con vocalistas japonesas -donde también aparte de Misono estuvieron consideradas Keiko Komuro y Tomiko Van- sólo fueron editadas cincuenta mil copias de este sencillo. Como podría suponerse el sencillo no tuvo un gran impacto, quedando rápidamente en el olvido conforme la música electrónica se hacía cada vez menos popular en Japón.
En el 2007 el tema fue regrabado por Misono para incluirlo como lado-b al interior de su sencillo «Pochi». La versión antigua e comparación con la nueva tienen amplias diferencias, que aparte de la transición de estilos del tema del trance al pop rock, la voz de Misono igual se aprecia con un tono más grave.

## Listado de canciones
1. «11 eleven»
2. «11 eleven» (Instrumental)

- Datos: Q8177917